# Scatophila planiceps
Scatophila planiceps är en tvåvingeart som först beskrevs av Karl Henrik Boheman 1852.  Scatophila planiceps ingår i släktet Scatophila och familjen vattenflugor.
Artens utbredningsområde är Sverige. Arten är reproducerande i Sverige. Inga underarter finns listade i Catalogue of Life.